# Wye Valley

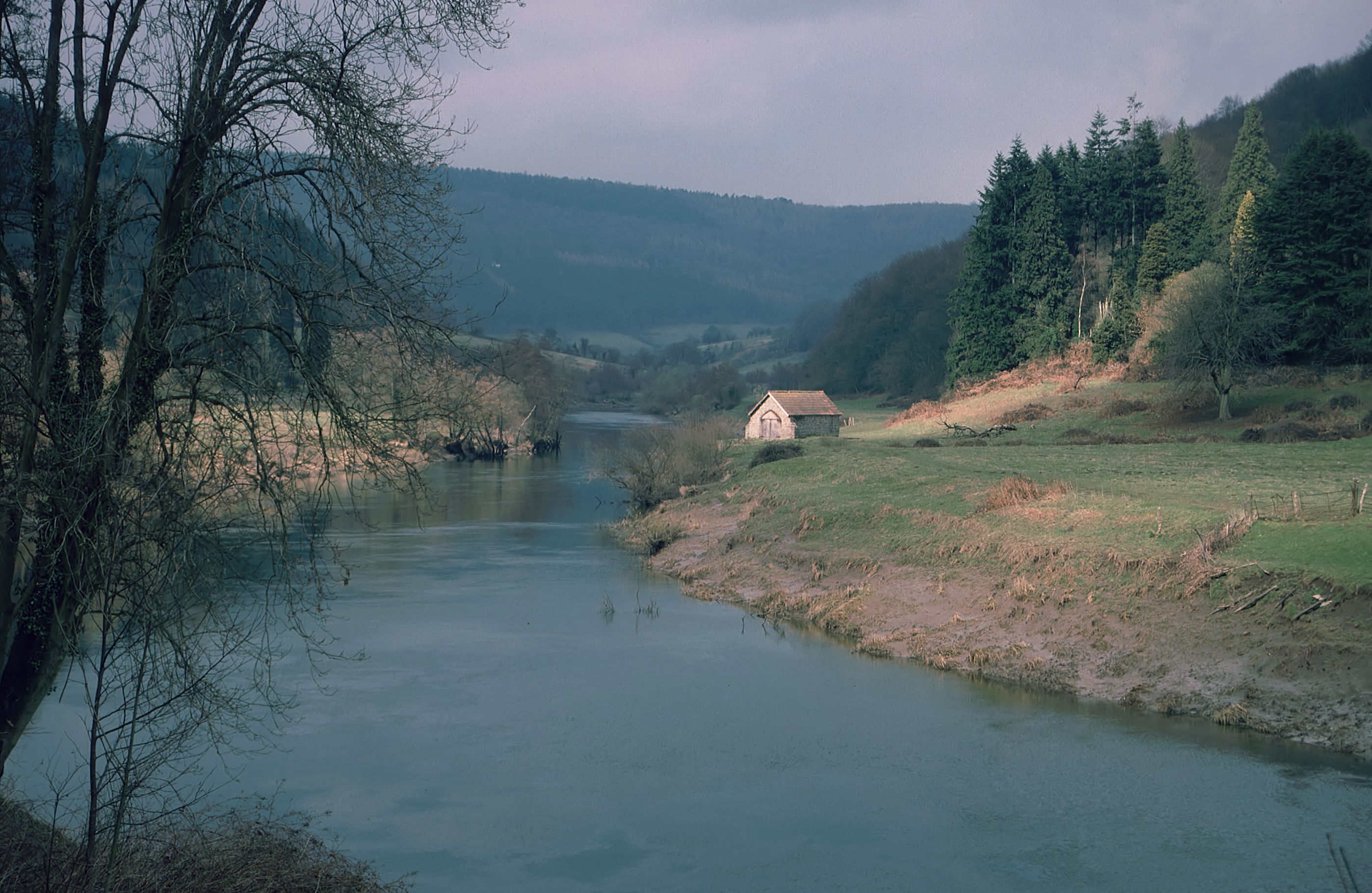
Wye Valley nahe Tintern Abbey

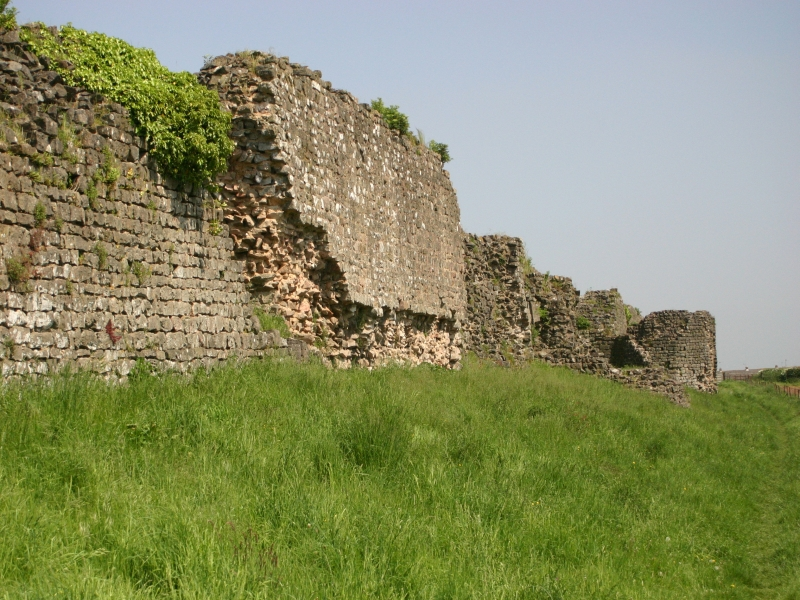
Mauerreste der römischen Stadt bei Caerwent in Wales

Das Wye Valley (walisisch Dyffryn Afon Gwy oder Dyffryn Gwy), offiziell als „Naturlandschaft außergewöhnlicher Schönheit“ (Area of Outstanding Natural Beauty) bezeichnet, liegt im äußersten Südosten von Wales, an der Grenze zu England, die über weite Strecken des River Wye, der fünftlängste Fluss Großbritanniens bildet. An ihm liegen die Orte Rhayader, Builth Wells, Hay-on-Wye, Hereford, Ross-on-Wye, Symonds Yat, Monmouth, Tintern und kurz vor der Einmündung in den Mouth of Severn der Ort Chepstow.

## Geschichte
Die Menschen hinterließen über Jahrtausende ihre Spuren im Tal. Die frühesten menschlichen Fußabdrücke Großbritanniens, die ungefähr von 3720 v. Chr. datierten, wurden 1990 in den Caldicot Levels, westlich der Wye-Mündung gefunden. Thornwall Farm ist eine in den Jahren 1990–1991 ausgegrabene Megalithanlage nahe Chepstow, in der angebrannte Menschen- und Vogelknochen gefunden wurden. Nahe dem Dorf Trellech kann man das Alignement der Harold’s Stones (drei Menhire) besuchen. Nahe Ross-on-Wye finden sich die gewaltigen Arthur’s Stones und der Hügel von Cross Lodge. Das Hillfort im Llanmalin Wood stammt aus der Eisenzeit. Nahegelegen ist auch Caerwent, heute ein vergessenes Dorf im Wentwood Forest, einmal die einzige von (teilweise noch erhaltenen) Mauern umgebene, römische Stadt in Wales. Ein Stückweit folgt auch der Offa’s Dyke Path, benannt nach einem König von Mercia (757–796 n. Chr.), dem Talverlauf.
Das Tal ist reich an Belegen für historische Konflikte in dieser jahrhundertealten Grenzregion. Lokaler Tradition zufolge wurde im wenige Kilometer entfernten Caerleon König Artus gekrönt. Sein Hof war angeblich dort, wo der Dichter Alfred Lord Tennyson die Idee für seine „Idyllen der Könige“ erhielt. Caerleon war eine der drei Militärbasen der Römer in Wales. St. Tewdrig, ein lokaler Herrscher des 6. Jahrhunderts, dankte ab, um sein Leben im Vorläufer der Tintern Abbey zu beenden. Er verließ seine Eremitage noch einmal um gemeinsam mit seinem Sohn Meurig einen Sieg über die Sachsen zu erringen. Tewdrig wurde dabei tödlich verwundet und starb in Mathern (früher Merthyr, walisisch für Märtyrer) bei Chepstow, wo sein Sohn eine Kirche erbaute, die seinen Namen trägt. 
Es gibt im Tal eine Vielzahl heute zerstörter Grenzfestungen mit eigener Geschichte. Der anglonormannische Baron William de Braose lud am Weihnachtstag 1173 (oder 1175) den walisischen Häuptling Seisyll ap Dyfnwal mit Gefolge zu einem Bankett nach Abergavenny Castle ein und massakrierte sie. In Raglan Castle, einem befestigten Wohnsitz, hielt sich Karl I. während des Bürgerkrieges im 17. Jahrhundert auf. 
Die prächtige Tintern Abbey ist die besterhaltene mittelalterliche Abtei in Wales. Sie wurde 1131 von Walter de Clare erbaut, im 13. Jahrhundert umgebaut und im Jahre 1536 durch Heinrich VIII. zerstört. Bis in die 1880er Jahre kamen Tausende per Bahn, um an den Septemberabenden durch die Fensterhöhlen von Tintern Abbey den Erntemond zu betrachten. Tintern Abbey wurde genau wie Llanthony Priory, im nahen Llanthony Valley, von William Turner gemalt. 
Das Tal ist außerdem historisch bedeutend als einer der Ursprünge des modernen Tourismus, besonders der sogenannten Wye Tour. Maßgeblich an dieser Entwicklung war die Veröffentlichung von William Gilpins Buch Observations on the River Wye and several parts of South Wales, etc. relative chiefly to Picturesque Beauty; made in the summer of the year 1770 (Beobachtungen entlang des Flusses Wye), dem ersten illustrierten Tourismusführer, der 1782 erschien. 
Das Gebiet hat auch ein reiches frühindustrielles Erbe. Nahe Abergavenny liegt die Industrielandschaft von Blaenafon, die 2001 zum Weltkulturerbe ernannt wurde. Der Monmouthshire & Brecon Kanal wurde wiederhergestellt und ist seit 1970 als Freizeitwasserstraße wiedereröffnet. Auch Tintern hat ein beeindruckendes industrielles Erbe. Ein Drahtwerk wurde um 1500 in Tintern’s Angiddy Valley gegründet, wo schnell fließendes Wasser die Maschinen antrieb. In Angiddy wurde das erste transatlantische Telegraphenkabel produziert. Der Draht wurde auf dem Wye, auf „Trows“ genannten Holzbooten abtransportiert. Die Old Station in Tintern erinnert an die industriellen Tage des Valley. 
Abergavenny und Chepstow Museum zeigen die Geschichte der Städte. Monmouth Castle widmet sich Heinrich V., der hier geboren ist. Das Nelson Museum in Monmouth zeigt eine der besten Sammlungen der Welt über den berühmten Admiral. Sie wurde der Stadt von Lady Liangattlock, der Mutter von Charles Rolls (von Rolls-Royce), vermacht. Weltbekannt wurde Hay-on-Wye als erstes so genanntes Bücherdorf. Heute befinden sich dort fast 40 Antiquariate.